# Ashley Hutchings
Ashley Simon Hutchings (Londra, 26 gennaio 1945) è un bassista inglese di genere folk.

## Biografia
Hutchings nacque a Southgate, un quartiere di Londra, ma si trasferì a Muswell Hill quando era ancora un bambino. Formò diversi gruppi, inclusa la Dr K's Blues Band nel 1964. Quando conobbe il chitarrista Simon Nicol, i due cominciarono a provare al piano di sopra dello studio medico del padre di Nicol. La casa si chiamava "Fairport" e diede il nome al gruppo che i due musicisti formarono assieme.
Hutchings ha probabilmente fondato più gruppi di ogni altro bassista. I più famosi sono i Fairport Convention, gli Steeleye Span (formati dopo il suo abbandono dei Fairport Convention nel 1970) e l'immortale Albion Country Band (formata dopo il suo abbandono degli Steeleye nel 1971). Ha inciso e prodotto diversi album tematici con l'aiuto di turnisti provenienti dalla scena electric folk nazionale. Una serie di album chiamata The Guv'nor raccoglie rare registrazioni di alcuni dei gruppi di Hutchings. Nel 2004 Hutchings abbandonò gli Albion e tornò a far parte di un quartetto, i Rainbow Chasers.

## Discografia

### Albion Band
- Battle of the Field (1976)
- The Prospect Before Us (1977)
- Rise Up Like the Sun (1978)
- The BBC Sessions (1978)
- Lark Rise to Candleford (1980)
- Light Shining (1982)
- Shuffle Off (1983)

Pubblicato nuovamente come "Dancing Days are Here Again" con tracce extra nel 2007
- Under the Rose (1984)
- Stella Maris (1987)
- Live at the Cambridge Folk Festival	(1987)
- Give Me A Saddle I'll Trade You A Car (1989)
- The Best of 1989/90 (1990)
- In Concert (1993)
- Acousticity (1993)
- Captured (1994)
- Albion Heart (1995)
- Demi Paradise (1996)
- The Acoustic Years 1993 - 1997 (1997)
- Happy Accident (1998)
- Before Us Stands Yesterday (1999)
- Christmas Album (2000)
- The HDT Years (2000)
- An Evening With (2002)
- An Albion Christmas (2003)

### Albion Dance Band
- I Got New Shoes (1988)

### Albion Morris
- Still Dancing After All These Years (2003)

### Ashley Hutchings & Albion Band
- No Surrender (2003)

### Ashley Hutchings come produttore e bassista
- Morris On (1971)
- The Compleat Dancing Master (1974)
- Son of Morris On (1976)
- Rattlebone and Ploughjack (1976)
- Kicking Up the Sawdust (1977)
- An Hour With Cecil Sharp (1986)
- By Gloucester Docks I Sat Down and Wept (1987)
- The Guv'nor vol 1 (1993)
- The Guv'nor vol 2 (1995)
- The Guv'nor vol 3 (1995)
- A Batter Pudding for John Keats (1996)
- The Guv'nor vol 4 (1996)
- The Collection (1999) (Compilation)
- Folk Aerobics (2001)
- Over the Downs (2001)
- The Ridgeriders (2001)
- Street Cries (2001)
- The Guv'nor vol 5 (2002)
- Grandson of Morris On (2002)
- Human Nature (2003)
- As I Cycled Out One May Morning (2003)
- Great Grandson of Morris On (2004)
- Burning Bright (2005) (box set)
- Morris On the Road (2005)
- If There's No Other Way (2006)
- My Land Is Your Land (2008)

### Ashley Hutchings con John Kirkpatrick
- The Compleat Dancing Master (1974)

### Rainbow Chasers
- Some Colours Fly (2005)
- Fortune Never Sleeps (2006)